# パウロ・ホベルト・モッセリン
パウリーニョ・モッセリン（Paulinho Moccelin）ことパウロ・ホベルト・モッセリン（ポルトガル語: Paulo Roberto Moccelin、1994年3月16日 - ）は、ブラジルのサッカー選手。ポジションはFW。

## クラブ歴
ECジュベントゥージの下部組織出身、2012年にプロ契約を締結するも翌年初めにグレミオFBPAにアレックス・テレス、ブレッサン、ハミーロ、ジャクソン・フォウマンとセットで完全移籍した。
しかしグレミオでは出場機会が少なく、2014年3月にフォルタレーザECに期限付き移籍。しかしここでも揮わず2ヶ月でグレミオに戻った。同年6月にロンドリーナECに期限付き移籍、カンピオナート・ブラジレイロ・セリエC昇格への一助となった。年明けに再びグレミオに戻ったが、カンピオナート・パラナエンセで1試合に出場したのみで再びロンドリーナに期限付き移籍した。カンピオナート・パラナエンセが終わるとカンピオナート・ブラジレイロ・セリエAに所属するコリチーバFCに期限付き移籍。翌年もロンドリーナに期限付き移籍し、カンピオナート・ブラジレイロ・セリエBでも出場を重ねたが、カンピオナート・ブラジレイロ・セリエC所属のクイアバECに最終的に期限付き移籍した。
2017年にカンピオナート・カタリネンセのCAトゥバロンに完全移籍。カンピオナート・カタリネンセ終了後はカンピオナート・ブラジレイロ・セリエDのECサン・ジョゼに完全移籍した。翌年も同ディヴィジョンのマリンガFCに完全移籍した。
2018年夏にロンドリーナに4回目の加入で完全移籍した。
2020年にグレミオ・ノヴォリゾンチーノに期限付き移籍。その後、アソシアソン・シャペコエンセ・ジ・フチボウに期限付き移籍。2021シーズンはカンピオナート・ブラジレイロ・セリエAのスポルチ・レシフェに期限付き移籍。